# Хелловін
Хеллові́н, або Геллові́н (англ. Halloween, англ. вимова: [ˌhæl.əʊˈiːn]; скорочено від «All Hallows' Eve») — святкується в ніч проти 1 листопада. У ХІХ ст. поширилась думка про язичницькі корені цього свята, зокрема про походження його від кельтського Саваня, однак останні дослідження доводять його католицькі корені.
Найгучніше відзначається у США, Канаді, Ірландії та Великій Британії. Хоч у цих країнах Хелловін не є державним святом, та за популярністю поступається лише Різдву. В Україні набуває поширення після здобуття незалежності, разом з пожвавленням у світі процесів американізації наприкінці XX ст.
Під час святкування Хелловіну відбувається традиційне випрошування цукерок дітьми, відвідування тематичних костюмованих вечірок, прикрашання оселі та будівель, вирізання ліхтаря з гарбуза, цукрування яблук, розведення вогнищ, виловлювання яблук з відра, розігрування, розповідання моторошних оповідок, перегляд фільмів жахів тощо. Символом свята є ліхтар з гарбуза у вигляді людської голови (Ліхтар Джека).

## Походження слова
Уперше назва Хелловіну (Halloween) згадується у 1745 році. Слово походить від англійського Hallowe'en — скорочення виразу All Hallow's Eve — Вечір усіх святих, яке своєю чергою розшифровується як All Hallowed Souls Eve — дослівно: Вечір усіх святих душ. У рівнинній шотландській, вечір — це even, що видозмінилося до e'en або een.
Хоча раніше, у давньоанглійській мові трапляється вислів All Hallows (ealra hālgena mæssedæg, день повернення усіх святих), власне «переддень» All Hallows' Eve згадується лиш у 1556.

## Історія
| |
| |
| Традиційна ірландська маска для гайзінга (початок XX століття) та прикрашення будинку світильниками Джека 1919 року |

На зламі епох Античності та Середньовіччя 13 травня католицька церква відзначала свято Всіх святих (православні відзначають це свято в першу неділю після Зіслання Святого Духа). Однак у VIII ст. папа Григорій ІІІ освятив у Римі каплицю в базиліці св. Петра на честь Всіх Святих саме 1 листопада, і переніс на день освячення цієї каплиці також святкування цього свята в Римі. У наступному, IX столітті, папа Григорій IV постановив, що 1-е листопада буде днем Всіх Святих у цілій Церкві. У цій традиції свято потрапило й до Ірландії, а не навпаки, попри поширену думку, що воно нібито трансформувалося з передхристиянського язичницького шабашу. А день перед празником, як і перед кожним великим святом, проводилося передпразденство (вігілія, навечір'я). Звідси назва «All Hallows Even», «Вечір усіх святих», скорочено «Hallowe'en». Натомість під кінець Х століття, у Франції, під впливом Клюнійського абатства, 2 листопада починають відзначати День Всіх Померлих вірних. З Франції цей день помину померлих поширився по всьому католицькому світу.
Опис кельтського язичницького свята Савань, яке іноді вважають прообразом Хелловіну, з'являється в староірландській літературі починаючи з X століття. Згідно з Оксфордським словником фольклору, Савань був святом одночасно для всіх народів Британських островів та міцно асоціювався зі смертю та надприродним. Водночас немає жодних доказів того, що в язичницькі часи свято мало якесь особливе значення, крім сільськогосподарського та сезонного. Древні кельти, які жили на території сучасної Великої Британії, ділили рік на дві частини — світлу і темну (літо і зиму). Коли темна частина змінювала світлу (наприкінці жовтня), у кельтів починалися урочисті святкування.
Традиційно вважається, що сприйняття Саваня як темного язичницького свята, пов'язаного з мертвими, зобов'язане своєю появою християнським ченцям X—XI століть, які писали про нього через приблизно два сторіччя після затвердження Дня всіх святих та приблизно через чотириста років після прийняття Ірландією християнства. Водночас, уже в VIII столітті День усіх святих починає поступово заміщати Савань; завдяки взаємопроникненню гельських традицій та католицьких обрядів, починають формуватися перші зачатки майбутнього Хелловіну.
З цього моменту починається спадкоємний розвиток двох свят. Як і Савань, Хелловін традиційно відзначається в ніч на 1 листопада. В Шотландії та Ірландії Савань носив назву Oidhche Samhna і Oíche Samhna (шотландською та ірландською відповідно), і сучасні носії гельських мов і досі позначають Хелловін словами Oíche/Oidhche Samhna, зокрема таку назву збережено у Вікіпедії ірландською мовою. Досі на півночі Шотландії та Ірландії прийнято проводити ритуали для заспокоєння мертвих та розповідати вночі 31 жовтня легенди про предків.
Оскільки 1 листопада церква молиться до святих у небі, 2 листопада поминає душі в чистилищі, то в середовищі деяких ірландських селян почалися роздуми над ситуацією «нещасних грішників» ще в одному «місці» — у пеклі. Прокляті, на думку простих ірландських католиків, мають бути ще більш нещасними, якщо тут на землі про них геть забули. Тому зародився звичай стукати в каструлі та сковорідки напередодні «Всіх Святих», тобто на «Hallowe'en», щоб прокляті в пеклі знали: про них теж пам'ятають! Таким чином, в Ірландії з'явився «День Всіх Померлих» — 31 жовтня, а не лише «померлих вірних», який відмічали 2 листопада. До церковного календаря цей день, звичайно, не потрапив
Проте нинішній вигляд свята Хелловін, з усіма перебираннями та іншими звичаями, з'явився пізніше і не має ірландського коріння. Радше звичай почав зароджуватися у Франції приблизно в XIV або в XV столітті, у часи страшних катаклізмів (один з них — пандемія чуми «Чорна смерть», забрала життя майже третини європейського населення). Це активно сприяло замисленню про життя після смерті. Різні театралізовані вистави мали у своєму репертуарі постановки про смерть, про чистилище і про пекло, щоб нагадувати кожному про його смертність та про марноту і швидкоплинність життя. Тодішні вистави мали такі назви як «Танець Смерті» чи «Танець Жаху». Нагадування про плинність земного життя та рівність усіх перед смертю часто залишалася на стінах цвинтарів: диявол на ланцюгу веде до могили чи то короля, чи то папу, чи то знатну даму, чи то монаха, чи то селянина. Часто відбувалися театралізовані вистави «танців смерті» в сам день Всіх Святих, і там виступали актори, одягнені в одяг різних соціальних груп та станів, від короля до бідняка. Закономірно, у виставі також брали участь такі персонажі, як «Диявол» чи «Смерть». Деколи такі вистави відбувалися не лише в містах, і з часом стали досить розповсюдженими і традиційними. Отож, у Франції ці вистави відбувалися в День Всіх Святих, тобто 1 листопада. Натомість в Ірландії, в переддень Всіх Святих, на «Hallowe'en», тобто 31 жовтня, таких вистав і відповідно перевдягання не було.
Уперше перевдягання і театралізовані виступи саме 31 жовтня зустрічаються у XVIII столітті в англійських колоніях Північної Америки, де французькі та ірландські католики споріднювалися у шлюбах та поєднували свої традиції. Таким чином, гібрид ірландського акцентування на пеклі в поєднанні з французьким маскарадом створив досить специфічне та колоритне свято.
В Америці досить швидко перевдягання на Хелловін перестало бути ціллю, а стало засобом назбирати побільше солодощів від сусідів. У цьому брали участь зазвичай діти, які ходили по домівках, стукали до дверей і говорили: «Trick or treat», «Відкупись, або зачарую» (дослівно: «зроблю фокус або пригощай»), тобто «погрожуючи» наробити всіляких «магічних неприємностей» мешканцям дому, якщо ті не дадуть чогось «хелловінським колядникам». Цей досить дивний звичай, ніяк не пов'язаний з «днем померлих», став своєрідним американським додатком до  Хелловіну. Походив він з Англії, де з настанням англіканства в XVI столітті, почалися переслідування католиків. На початку XVII століття сталася змова деяких католиків і запланували вбити короля Якова І та весь Парламент вибухом. Проте порох у Парламенті виявили, а організатора, Гая Фокса, знайшли і повісили 5 листопада 1605 року. Цей день, «День Гая Фокса» (Guy Fawkes’ Day), став народним святом в Англії і залишився ним дотепер. Тоді підпиті гуляки в масках ходили вже в глуху ніч проти 5 листопада по домах католиків і просили пива чи солодощів для продовження святкування. При цьому часто виговорювали «Trick or treat», «пригощай або буде фокус». Традиція святкувати цей день переїхала до Америки разом з англійськими переселенцями. Та після Американської революції в другій половині XVIII століття вона була занехаяна, разом з іншими англійськими національними святами. Проте ходіння по домівках з промовлянням «trick or treat» стало вже досить популярним і його перенесли на іншу ніч, а саме на католицький франко-ірландський «Hallowe'en» 31 жовтня. Таким чином до католиків долучилися теж протестанти і свято Хелловін стало загальнонаціональним.
Північноамериканські альманахи кінця XVIII та початку XIX століття не подають ніяких відомостей про святкування Хелловіну там. Але у ХІХ ст. свято отримує бурхливе поширення і перестає обмежуватися лише емігрантськими громадами. У суспільстві воно починає сприйматися як «понуре» і «моторошне», хоч і веселе, а ніяк не релігійно-поминальне. Саме тому пуритани Нової Англії його не схвалювали.
У ХІХ ст. були популярні листівки-запрошення, на яких для більшого ефекту «моторошності» почали поміщати у різних колажах відьом. Під кінець XIX століття недоінформовані фольклористи, не знаючи звідки взялася відьма, та й взагалі інші «страшні» персонажі, а лише чули, що це принесли ірландці, впровадили до свята «jack-o’-lantern», «блукаючий вогник» (тобто ліхтар). Вони були переконані, що Хелловін має кельтське та поганське походження, тому належить додати якісь «призабуті», на їх думку, елементи з культури друїдів. Вибрали ріпу та ліхтар, який був частиною древніх кельтських свят врожаю. Гарбуз усталився як поширений елемент Хелловіну в XX столітті, тому що його легше робити порожнистим та поміщати всередині нього ліхтар
До середини XX століття Хелловін святкувався всіма американцями від узбережжя до узбережжя, незалежно від походження, суспільного чи статків.

## Святкування різними народами

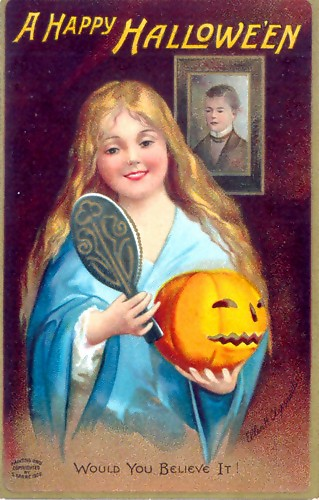
Поштова картка 1904 року до Хелловіну

Після того, як Хелловін почав активно відзначатися з XIX століття в США і Канаді, він поширився у всьому світі завдяки впливу американської культури, при цьому існує ряд регіональних відмінностей. Наприклад, в Ірландії прийнято влаштовувати великомасштабні піротехнічні дійства та багаття, а в Шотландії цей звичай відсутній. За межами країн, де живуть нащадки кельтів, свято носить скоріше комерційний характер, ніж культурний або ритуальний. В Японії на честь свята проводяться щорічні паради, що іноді досягають величезної кількості учасників і створюють великі проблеми міським службам. Найвідоміший захід такого роду проходить в місті Кавасакі, вважається, що воно — найстаріше місце святкування Хелловіну в Японії.
У Європі особливо популярні вечірки Хелловіну в стародавніх замках, відомих за переказами про привидів. Німці влаштовують жахо-карнавал у замку Франкенштайна, що неподалік Дармштадта. За язичницькими віруваннями західних європейців у ніч Хелловіну відчиняються двері в потойбічний світ, і духи померлих приходять на землю, щоб знайти собі відповідне тіло. Тому для відкупу від усіляких скелетів, вампірів та привидів, що можуть постукати у двері, слугує відкуп — насипати торбу гостинців-ласощів.
У США та Великій Британії святкування починають заздалегідь: вечір напередодні Хелловіну, 30 жовтня, називають Ніч пустощів (Mischief Night). У цей вечір діти й підлітки мають право розіграти своїх знайомих і сусідів. Типові пустощі включають намазування вікон автомобілів милом, закидання будинків яйцями і гнилою городиною. Діти можуть обмотувати дерева туалетним папером або дзвонити в двері, а тоді тікати. Нерідко такі жарти межують з вандалізмом, тому часто крамниці не продають дітям яйця в період святкування Хелловіну.

## Символи
Більшість символів свята мають довгу історію. Наприклад, традиція виготовлення гарбузів-світильників пішла від кельтського звичаю створювати ліхтарі, які допомагають душам знайти шлях у чистилище. У Шотландії символом Хелловіну виступала ріпа, але в Північній Америці її швидко замінив гарбуз, як дешевший та доступніший овоч. Вперше створення гарбузів-світильників в Америці було зафіксовано в 1837; цей ритуал, що проводився під час збору врожаю, не мав ніякого стосунку до Хелловіну аж до другої половини XIX століття.
Популярними є костюми персонажів класичних фільмів жахів, наприклад, Мумії та чудовиська Франкентштейна. У святковому оздобленні будинків велику роль відіграють символи осені, наприклад, сільські лякала. Основними темами Хелловіну є смерть, зло, окультизм та монстри. Традиційними кольорами є чорний та помаранчевий.

### Ліхтар Джека

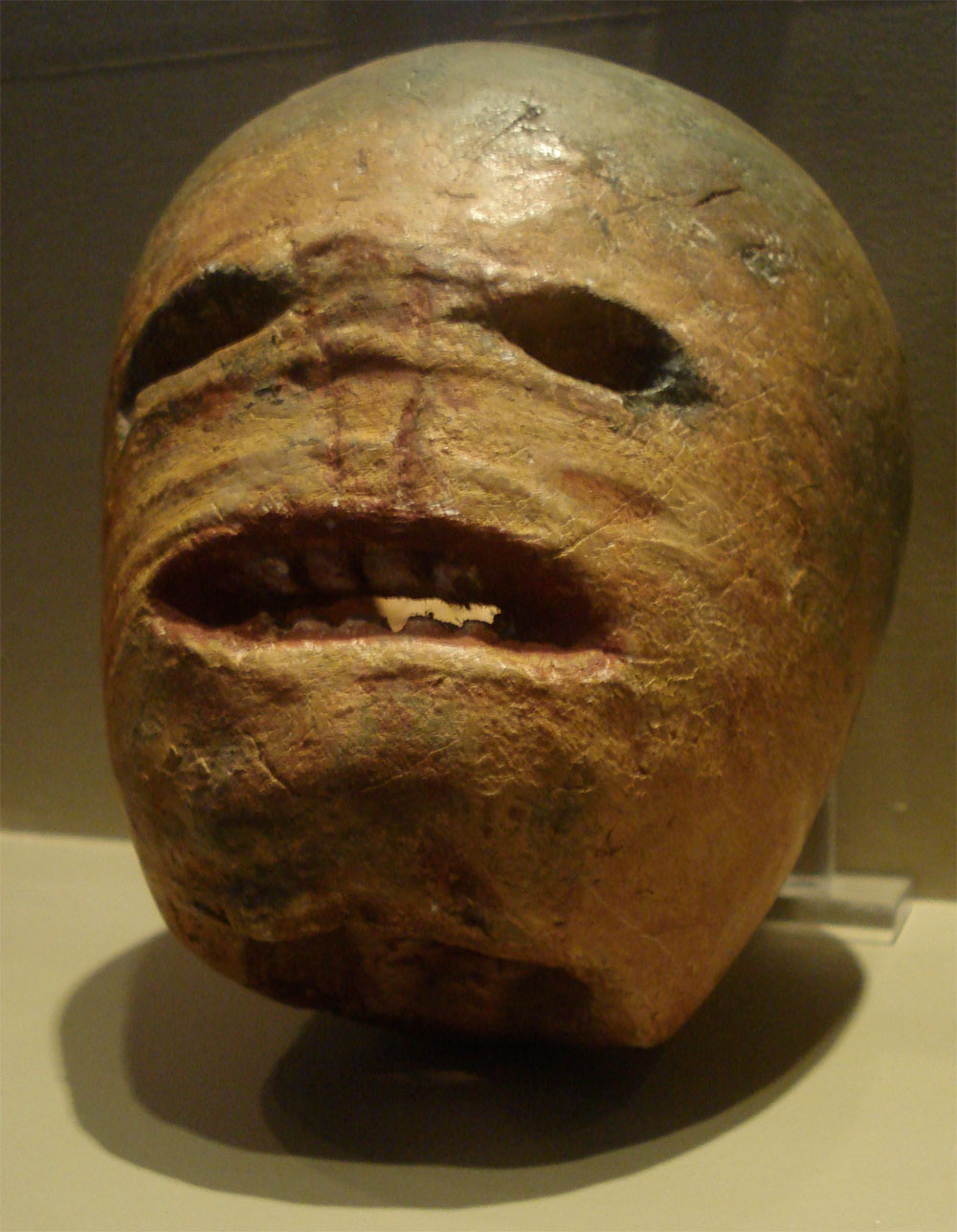
Вирізаний з турнепсу світильник Джека, початок XX століття. Музей традиційного життя, Ірландія

Головним символом свята є так званий Ліхтар Джека (англ. Jack-o'-lantern — Джек-Ліхтар). Він являє собою гарбуз, на якому вирізано зловісно усміхнене обличчя; всередину гарбуза кладуть запалену свічку. Вперше «світильники Джека» з'явилися у Великій Британії, але спочатку для їх виготовлення використовували брукву або ріпу. Вважалося, що подібний плід, залишений в День всіх святих біля будинку, буде відганяти від нього злих духів. Коли традиція святкування Хелловіну поширилася в США, світильники стали робитися з гарбузів, більш доступних та дешевих.
Витоки цього звичаю можна знайти в стародавніх ірландських та британських традиціях вирізання на овочах елементів обличчя під час проведення різних ритуалів. Сучасний вигляд «світильник Джека» отримав приблизно в 1837, тоді ж він і отримав цю назву. В 1866 він уже міцно асоціювався з Хелловіном. Втім, у США різьблений гарбуз ще задовго до популяризації Хелловіну використовувався як один із символів збору врожаю. В 1900 його використання під час цього свята поступово увійшло в побут.

### Музика
Як і інші свята, Хелловін має свої відомі пісні та тематичну музику. Широко відома пісня «Monster Mash» поп-музиканта Боббі Пікетта стала, на думку ряду музичних критиків, своєрідним гімном Хелловіну. Іншою дуже популярною піснею є композиція «This Is Halloween», написана Денні Ельфманом. Вона увійшла до саундтреку анімаційного фільму «Жах перед Різдвом» і неодноразово була переспівана різними не лише американськими, але і японськими виконавцями.
Також часто зі святом асоціюється група «Midnight Syndicate», творчість якої, за словами деяких авторів, стала синонімом цього свята. Творчість колективу фактично визначила основні риси «музики Хелловіну», визначило її стандарти та зробило вплив на інші подібні проекти. 11 вересня 2009 AOL Radio опублікувало рейтинг «10 найкращих альбомів у жанрі „Хелловін“»; Midnight Syndicate зайняли в ньому одразу три місця — третє, четверте та восьме. 2010 року група випустила окремий збірник «Halloween Music Collection».
Часто для лякальних атракціонів під час святкування Хелловіну використовують атмосферні композиції в жанрі ембієнт, що складаються з лякальних елементів на зразок скрипів, виття вовків і тому подібного. Найпопулярніша в цьому плані музика тієї ж групи «Midnight Syndicate», яка задає стандарти для цієї індустрії. Відома група «Nox Arcana», чий альбом «Grimm Tales» став джерелом натхнення для створення парку «Scary Tales: Once Upon A Nightmare» на студії «Universal Studios Halloween Horror Nights». На вечірках використовується танцювальна музика, написана в жартівливо-лякаючому стилі, або композиції з саундтреків до фільмів жахів. Відомою композицією стала пісня «Let's Get Tricky» котра була виконана Белою Торн і Рошоном Феганом. Вона звучала у відомому ТВ-серіалі на каналі Дісней — «Танцювальній лихоманці».

## Традиції

### Костюми
Одягання в карнавальні костюми — порівняно недавній елемент свята. Вперше як повноцінний звичай воно зафіксовано на початку XX століття та сходить до американських традицій костюмованих вечірок. Вперше носіння маскарадних костюмів на Хелловін зареєстровано в 1895 в Шотландії, коли діти в масках ходили по домівках та отримували цукерки, тістечка, фрукти та гроші. Немає жодної згадки про подібні традиції в США, Ірландії або Англії до 1900 року. В Шотландії дітей, які, одягнувшись у карнавальні костюми, зображують різних монстрів або інших персонажів, ходять від будинку до будинку та випрошують солодощі, називають guisers, а сам звичай —Guising («гайзінг», від англ. guise — носіння маски, наряду, жартівливе перевдягання). Костюми для Хелловіну, зазвичай, починають продавати ще в серпні.
Самі костюми на Хелловін значно еволюціювали за минуле століття. Спочатку костюми були образами потворних схудлих людей. Це виглядало далеко не святково та достатньо лякаюче. Але вже до початку 2000 костюми все більше набували яскраві образи і саме свято перетворювалося на шоу.
Дослідження, проведене Інститутом роздрібної торгівлі США, показало, що 2005 року 53,3 % американців планували купити маскарадний костюм на Хелловін і мали намір витратити на це в середньому 38 доларів 11 центів. Загальні доходи від продажу костюмів склали $3,3 млн в 2005 і $4,96 млн — в 2006. В 2009, під час економічної кризи, середня сума витрат на придбання хелловінської атрибутики громадянами США зменшилася на 15 % у порівнянні з 2008 роком та склала 56 доларів 31 цент.
Основна тема костюмів на Хелловін — це різна нечисть або надприродні персонажі, проте популярні й костюми на абсолютно довільну тематику, хоча основний мотив продовжує залишатися найпоширенішим. Так, в 2000-х серед костюмів на Хелловін можна було зустріти не лише костюми вампірів, перевертнів або відьом, а й фей, королев, діячів поп-культури та навіть рольові костюми сексуальної тематики.

### Випрошування солодощів (Trick-or-treat)
Традиція вбиратися в костюми та ходити від хати до хати, випрошуючи солодощі, з'явилася ще в Середньовіччі та спочатку була пов'язана з Різдвом. В Англії та Ірландії бідняки здавна ходили по домівках та випрошували так звані «духовні тістечка» в День всіх святих (1 листопада), обіцяючи в обмін молитися за душі померлих родичів господарів. Хоча цей звичай вважається споконвічно британським, дослідники також знаходили згадки про нього на півдні Італії. Один з персонажів комедії Вільяма Шекспіра «Два веронці» вимовляє фразу «Ти скиглиш, як жебрак на День всіх святих», що свідчить про значне поширення цього звичаю вже наприкінці XVI століття.
Термін Trick-or-treat вперше став використовуватися в США, вперше його використання зафіксовано 1934 року, а активно поширюватися він став лише з 1939 року. Літературно його можна перекласти як жарт або частування (поширені варіанти — частування чи капость, цукерки або смерть та ін.), що вказує на жартівливу загрозу нанести шкоду, якщо господар не принесе дітям частування. Але усталеного перекладу терміну в українській мові немає та зазвичай він надається в оригіналі, або з заміною на фразу гаманець або життя. Хоча термін спочатку згадувався лише на заході Північної Америки, до 1940-років відзначено вже широке поширення по всій країні. В нинішні часи фраза носить виразно жартівливий відтінок і її часто використовують за межами США, наприклад, в Ірландії та Японії, не боячись отримати звинувачення в здирництві.

### Ігри та інші традиції
Окрім випрошування солодощів та носіння різноманітних костюмів, святкування Хелловіну також пов'язано з деякими специфічними іграми та ворожіннями. Наприклад, можна зустріти згадки про ворожіння за допомогою шкірки: шотландські дівчата зрізали шкірку з яблук, намагаючись зробити її якомога довшою, і кидали через плече. Вважалося, що впала шкірка набувала вигляду першої літери прізвища судженого. Інший звичай ґрунтувався на відомому повір'ї про Криваву Мері, який в наші дні перетворився в популярну міську легенду. Це ворожіння полягало в тому, що молоді дівчата мали в темному домі піднятися по сходах спиною вперед та провести свічкою перед дзеркалом. Після цього в дзеркалі нібито мало показатися обличчя майбутнього чоловіка, але дівчина могла побачити в дзеркалі й череп — це означало, що вона помре, так і не вийшовши заміж.

## Атракціони
Важливою традицією святкування Хелловіну є організація так званих Haunted attractions (укр. Атракціони, населені примарами), головна мета яких — приємно налякати відвідувачів. Найстаршим подібним атракціоном вважається «Населений примарами будинок Ортона та Спунера», відкритий 1915 року. У більшості випадків цей бізнес має чіткі сезонні рамки. Від звичайних «будинків з привидами» ці атракціони відрізняються використанням стогів сіна і кукурудзяних лабіринтів в символіці. Подібні заходи приносять США приблизно 300—500 мільйонів доларів на рік і залучали до 400 000 клієнтів під час піку цієї індустрії 2005 року. Технічний рівень подібних проектів постійно зростає, аж до голлівудського рівня.
У США до цих атракціонів пред'являється ряд вимог. Крім стандартного дотримання правил безпеки, вони повинні бути обладнані знаками, що попереджають про густий туман, гучні звуки тощо. Зазвичай відвідування цих атракціонів заборонено для вагітних жінок та людей зі слабким серцем. Відповідно до закону, перед відкриттям атракціон повинен отримати спеціальний дозвіл перевірників.
Корпорація Дісней щорічно відзначає Хелловін у всіх своїх тематичних парках. В атракціоні Примарний маєток (тільки Каліфорнія та Токіо) міняють все досконально і за основу свята в Переддень Дня всіх святих царює обстановка «Жаху перед Різдвом» Тіма Бертона, де головним персонажем мультфільму є Джек Скеллінгтон.

## Святковий стіл

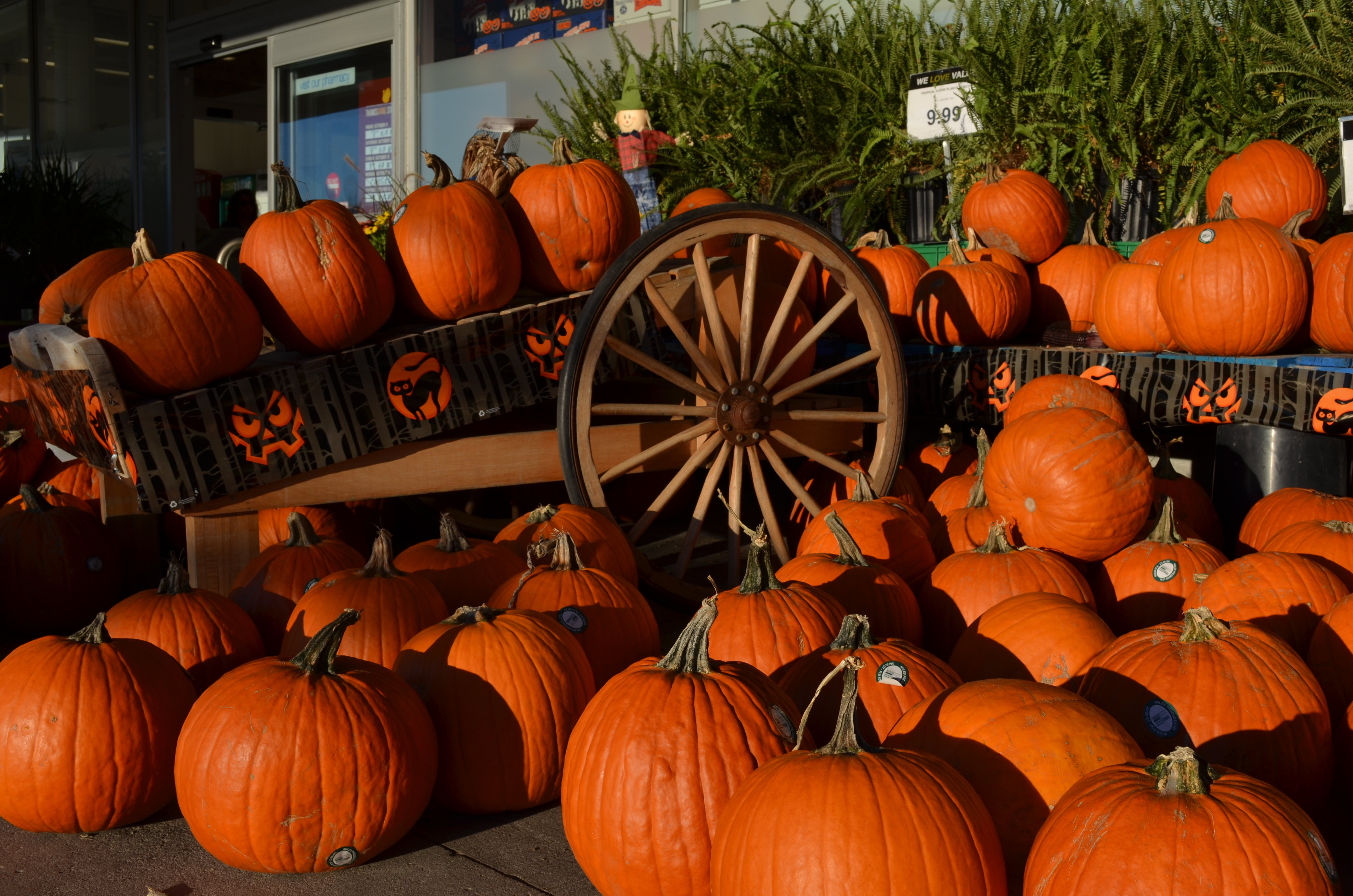
Продаж гарбузів

Через те, що у Північній півкулі Хелловін припадає на пору осіннього врожаю яблук, одне з чільних місць на святковому столі посідають яблука, які вкривають поливкою, цукрують, карамелізують або викачуюють у цукровому сиропі та горіхах. Спочатку існувала традиція роздавати дітям яблука-цукерки, але вона швидко зійшла нанівець через міську легенду, яка свідчила, що в подібні цукерки злі люди кладуть шпильки та голки. Хоча подібні випадки були зареєстровані кілька разів, вони ніколи не призводили до серйозних травм. Багато батьків були впевнені, що ці випадки були спровоковані ЗМІ, які зрощували істерію на тлі неправдивих чуток.
У свою чергу, в Північній Америці популярні кенді корни та кенді пампкіни, цукерки у вигляді кукурудзи та гарбуза відповідно. Кенді корн являє собою цукерки з цукру, кукурудзяного сиропу, штучних барвників та сполучних речовин. Рецепт та спосіб їхнього приготування практично не змінився, виробництво кенді корнів досі базується на ручній роботі. Незважаючи на свою назву, кенді пампкін являє собою лише варіацію кенді корну. Головна відмінність «гарбузів» від «кукурудзи» це використання меду, більш рясне додавання зефіру і, нарешті, часто використовуваний особливий нежирний крем.
Донині, у сучасній Ірландії до свята випікають (або тепер, купують) Бармбрек (ірл. гел. báirín breac), легкий плодовий пиріг, у який закладають горох, дерев'яну тріску, шматок тканини, монету та кільце. Предмет, що попався їдцю пророкував майбутнє: горох — не чекати швидкого весілля, тріска — неприємності в сімейному житті, шматок тканини — бідність, монета — багатство, кільце — швидке весілля. Відповідно до цієї традиції зараз продаються бармбреки з іграшковими кільцями всередині. Ця традиція є подібною до звичаю готування Торту (Трьох) Королів під час Богоявлення, найпоширенішої у романських країнах.
Деякі приклади «хелловінської» кухні:
- Бармбрек (Ірландія)
- Іриски з Багаття (Велика Британія)
- Яблука в поливі (candy apple[en]/toffee apple[en]) (Британія й Ірландія)
- Цукровані яблука, кукурудзяні цукерки, цукерки-гарбузи (Північна Америка)
- «Мавпячі горішки» (арахіс у шкаралупі) (Шотландія й Ірландія)
- Карамелеві яблука
- Карамелеві бахканці
- Колканнон (ірландська страва з картопляного пюре та капусти)
- Різноманітні цукерки у вигляді черепів, крихітних гарбузів[en], кажанів тощо
- Гарбузові пироги та хліб
- Смажене гарбузове насіння
- Смажена солодка кукурудза
- Торти-душі[en]
- Піца зі страшним обличчям[89][неавторитетне джерело]

## Зв'язок з релігією

### Християнство
Представники різних християнських конфесій по-різному ставляться до святкування Хелловіну. Деякі парафії англіканської церкви підтримують свято, вважаючи його проведення частиною християнських традицій Дня всіх Святих
Найчастіше християни не сприймають свято нейтрально через зображенням під час нього магії й демонізму. Римо-Католицька Церква не вважає свято релігійним і не визнає його стосунок до християнства, у зв'язку з чим забороняє відзначати його в будь-яких церковно-парафіяльних школах.
Водночас деякі християни критикують та відкидають святкування Хелловіну, вважаючи, що його традиції сягають до язичництва та деяких напрямків окультизму, що суперечить християнським ідеалам. Окремі фундаменталістські та консервативні євангелічні церкви приурочують до дня Хелловіну випуск брошур, що описують муки грішників у пеклі, і протестують проти проведення свята, мотивуючи це тим, що воно розвинулося з язичницького дня мертвих. Соціолог Джеффрі Віктор та культуролог Джек Сантіно стверджують, що в США напередодні Хелловіну зростає кількість «сенсаційних» газетних публікацій і в цілому посилюється «сатанинська паніка».
У країнах Східної Європи багато представників православної церкви виступають різко проти святкування Хелловіну, вважаючи, що це «свято внутрішньої порожнечі та побічна ознака глобалізації». Незважаючи на зростаючу популярність цього свята в Україні, ПЦУ негативно відносяться до святкування Хелловіну.

### Неоязичництво
Прихильники Вікки ототожнюють Хелловін з Саванем та відзначають його як священний день року. Серед вікан Савань та Хелловін вважаються одним святом, вони називають його «sow-en». Цей підхід базується на культі «бога Саваня» (або «Самайна»), якого віккани, слідом за рядом фольклористів XIX століття, вважали кельтським богом Смерті. Одночасно з цим деякі християнські фундаменталісти вважали слово «Савань» похідним від імені Сатани. Обидві ці точки зору сучасним науковим співтовариством спростовуються, оскільки насправді слово «Савань» дослівно перекладається зі староірландської як «листопад», і те ж саме значення слова збереглося в сучасній мові.
Реконструктори життя кельтських народів роблять в цей день підношення богам та своїм предкам.

## Хелловін у популярній культурі

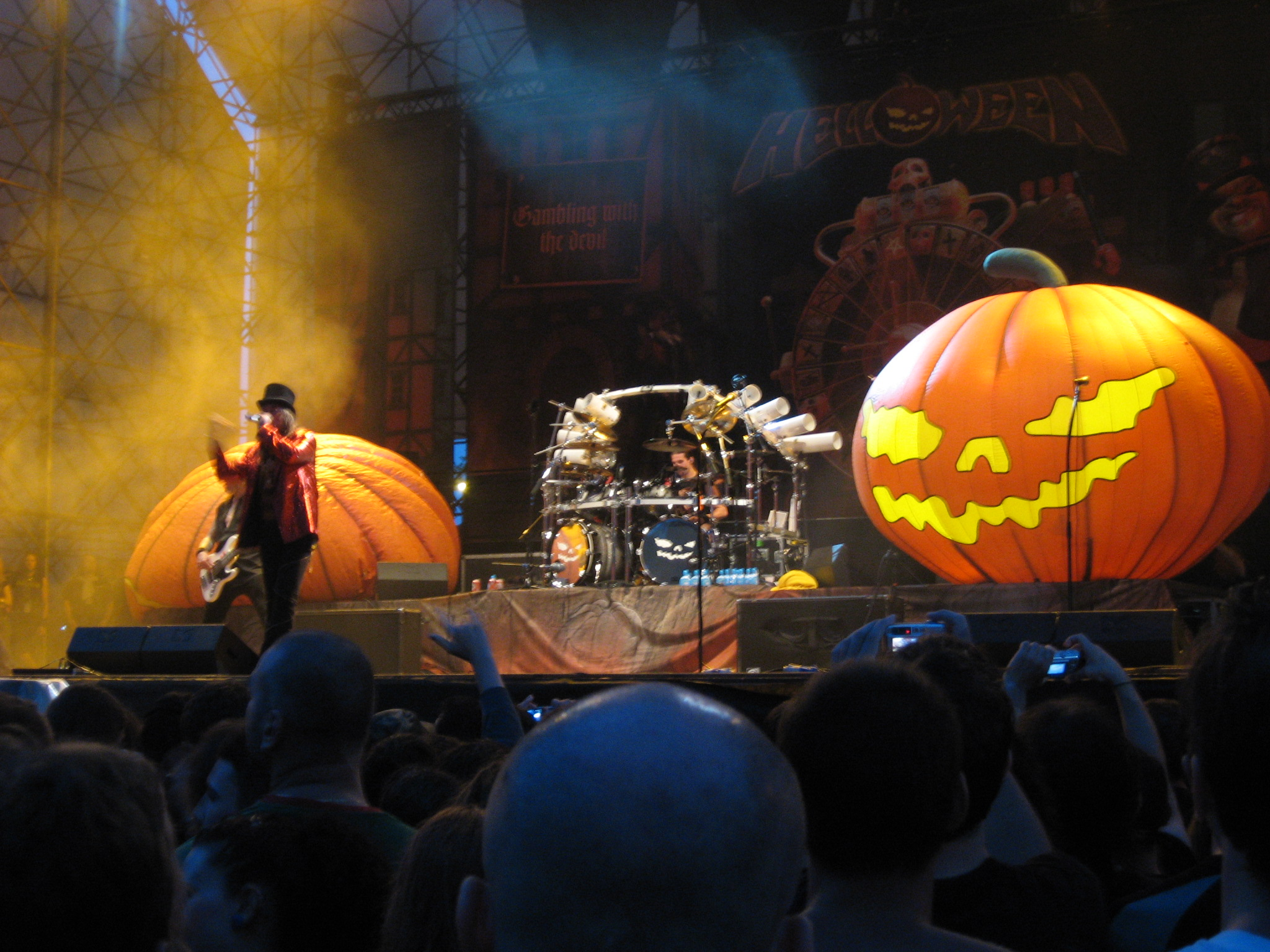
Виступ групи «Helloween» в 2009 на фестивалі Rockin' field festival

У кінематографі стало традицією випускати з нагоди Хелловіну спеціальні епізоди серіалів, які часто присвячені самому святу чи які виконані на тему жахів. З хелловінських епізодів широко відомі «Treehouse of Horror» (укр. «Будинок жахів») — епізоди американського мультсеріалу «Сімпсони», які, виходячи під час свята, бувши виконані в традиційній для фільмів жахів манері. Кожний такий епізод складається з трьох мініісторій, що пародіюють різноманітні міські легенди, відомі фільми жахів або просто об'єкти поп-культури. Вважається, що подібні епізоди є найбільш рейтинговими в кожному сезоні, наприклад, 1996 року п'ятий випуск цього циклу отримав головну нагороду Інтернаціонально анімаційного фестивалю в Оттаві. В багатокористувацьких відеоіграх проводяться тематичні хелловінські заходи, коли ігрові локації та персонажі змінюють вигляд на пов'язаний з фільмами жахів або традицій Хелловіну.
У декораціях свята проходить дія культового фільму режисера Джона Карпентера «Хелловін», однією з найбільш значущих картин в жанрі слешер. Історія маніяка Майкла Майєрса пізніше була продовжена, і до 2009 року в рамках франшизи зняли ще дев'ять фільмів. Оригінальні творчі знахідки Карпентера справили величезний вплив на розвиток жанру, а також принесли Карпентеру славу одного з найкращих режисерів фільмів жахів. Майкл Майєрс став культовим та відомим персонажем, що вплинув на багатьох наступних кіноманіяків.
Одним з родоначальників спід-металу та павер-металу вважається німецький гурт «Helloween». Засновник гурту Кай Гансен вибрав їй цю назву саме в честь свята та зробив ліхтар Джека талісманом гурту. Назва гурту пишеться через e, а не a, щоб зробити відсилання до пекла (англ. hell). Назву «Trick or Treat» носить італійський пародійний павер-метал-гурт з Модени, пісні якого присвячені дитинству та супутній тематиці, на кшталт олов'яних солдатиків та діснеївських персонажів.
Хелловіну присвячено твір відомого письменника Роджера Желязни «Ніч у самотньому жовтні». У книзі розповідається про Велику Гру, яка проходить у жовтні раз на кілька десятиліть, щоразу в новому місці. В ніч на Хелловін, коли межа між світами слабшає, можуть бути відкриті ворота між нашим світом та світом в якому живуть Древні боги. Відкриття брами між світами, або утримання її в замкненому стані є перемогою і фіналом Гри.
Хелловін, його історію і дух цього свята в американському містечку описав Рей Бредбері у повісті «Переддень всіх святих».